# 小行星973
小行星973（973 Aralia）是一颗绕太阳运转的小行星，为主小行星带小行星。该小行星于1922年3月18日发现。
該小行星以楤木命名。

## 轨道参数
小行星973的轨道半长轴为3.2142852 UA，离心率为0.110。
| 前一小行星： 小行星972 | 小行星列表 | 後一小行星： 小行星974 |